# Алексий (Розентул)
Архимандри́т Алекси́й (англ. Archimandrite Alexis, в миру Алексе́й Максимиллиа́нович Розенту́л, англ. Alexis Rosentool; род. 7 июля 1951, Сидней, Австралия) — священнослужитель Русской православной церкви заграницей, архимандрит, иконописец, основатель и духовник Преображенского монастыря в районе города Бомбала.

## Биография
Родился 7 июля 1951 года в Сиднее в семье журналиста и музыканта Максимиллиана Розентула и медицинского работника Марии Николаевны Фоминой. Его родители выехали в 1947 году из Шанхая на Филиппины, где они поженились, венчались, а на следующий год получили разрешение на поселение в Австралии.
После окончания школы учился в педагогическом колледже Александра Макки.
Обучался Macquarie Boys High School, затем в Alexander Mackie Teachers College.
В 1969 году прервал занятия в колледже и поступил в Свято-Троицкую духовную семинарию в Джорданвилле. В семинарии обучался иконописи у архимандрита Киприана (Пыжова).
В 1976 году окончил Свято-Троицкую духовную семинарию со степенью бакалавра богословия и в том же году принял монашество с именем Алексий.
В 1978 году был рукоположён в сан иеродиакона.
12 декабря 1979 года вернулся в Австралию по просьбе правящего архиерея. Кроме церковного служения занимался иконописью, церковной музыкой и богословием.
8 сентября 1980 года был рукоположён в сан иеромонаха. Назначен священником церкви Покрова Пресвятой Богородицы в городе Кабраматта (штат Новый Южный Уэльс).
В 1982 году, по благословению архиепископа Павла (Павлова), иеромонах Алексий приобрел 400 гектаров земли на юго-востоке Снежных гор в Новом Южном Уэльсе вблизи города Бомбалы. В 1983 году было закончено строительство главного здания, келий, трапезной, иконописной мастерской, гостиницы и небольшой библиотеки.
С 31 декабря 1983 года — настоятель Кабраматтского Покровского храма.
В 1984 году основано братства Преображенского монастыря.
6 мая 1987 года был возведён в сан игумена.
В 1987 году братия начала строить Преображенский храм, завершив строительство к 1989 году.
13 августа 1987 года получил разрешение Синода Зарубежной Церкви на основание монастыря Преображения Господня неподалеку от города Бомбала на приобретённой им земле.
1 сентября 1987 года был назначен начальником Русской Духовной Миссии в Иерусалиме с возведением в сан архимандрита.
В октябре 1991 года вернулся в Австралию и поселился в основанном им монастыре Преображения Господня неподалеку от города Бомбала.
18 августа 2010 года был почислен на покой и остался в обители на правах духовника. Новым настоятелем назначен иеромонах Сергий (Шатров).
В октябре 2019 в связи с поступившими в епархиальную канцелярию жалобами запрещен в священнослужении, отстранен от игуменства в Спасо-Преображенском мужском монастыре в Бомбала на срок производства следствия и последующих действий, необходимых для прояснения состояния дел и принятия окончательного решения по его делу, назначен Духовный суд.